# Pseudoquírids
Els pseudoquírids (Pseudocheiridae) conformen una família de marsupials arborícoles que agrupa disset espècies vivents. Viuen en zones de boscos i arbusts d'Austràlia i Nova Guinea. La categoria taxonòmica d'aquest clade fou objecte de discussió durant els anys 1980 i 2000, alternant-se la categoria entre els investigadors bé com a família o bé com a subfamília dins de Petauridae.